# Dieta kopenhaska
Dieta kopenhaska – jedna z niskokalorycznych diet odchudzających, która polega na spożywaniu z góry ustalonych posiłków przez okres 13 dni. Osoby, które zdecydują się na taki model żywieniowy muszą trzymać się ściśle określonych zasad, w przeciwnym razie proces odchudzania nie przyniesie żadnych widocznych efektów. Każde, nawet najmniejsze odstępstwo od diety, np. sięganie po różne drobne przekąski skutkuje w tym wypadku koniecznością rozpoczęcia jej od nowa, jednak nie wcześniej niż po 3 miesiącach. W takim sposobie odżywiania ważne jest picie dużej ilości niegazowanej wody. Ponadto osoby, które zakończą dietę powinny pamiętać, żeby nie wracać od razu do swoich wcześniejszych nawyków żywieniowych, ale trzymać się niskokalorycznej diety, aby nie dopuścić do pojawienia się efektu jo-jo.

## Główne założenia diety
W diecie kopenhaskiej ogranicza się ilość spożywanych węglowodanów, natomiast główne źródło kalorii stanowią białka. Wielu specjalistów przestrzega przed tą dietą ze względu na jej zbyt restrykcyjny charakter. W czasie trwania diety można bowiem spożywać tylko 400-800 kcal dziennie. W jej przypadku ważny jest nie tylko rodzaj spożywanych produktów, ale również ich częstotliwość. Po posiłki należy sięgać w określonych porach dnia. Śniadanie należy zjeść rano najlepiej między 8.00 a 9.00, obiad w godzinach popołudniowych między 12.00 a 14.00, z kolei ostatni posiłek powinien być spożywany maksymalnie do godz. 18.00. W przypadku dwóch pierwszych posiłków dozwolone jest półgodzinne odstępstwo od tych limitów czasowych. W diecie tej jest możliwość zamiany posiłków np. z kolacji na obiad, ale dotyczy to tylko jadłospisu z danego dnia. Każda modyfikacja jest równoznaczna z koniecznością jej powtórzenia nie wcześniej niż po upływie 3 miesięcy. Natomiast powtórzenie całej diety kopenhaskiej, której założenia zostały zrealizowane w ciągu 13 dniu od początku do końca jest możliwe dopiero po 2 latach.

## Wady i przeciwwskazania
Chociaż będąc na diecie kopenhaskiej można schudnąć od 5 do 15 kilogramów przez okres 13 dni, to specjaliści podkreślają, że jej restrykcyjny charakter może mieć negatywne konsekwencje dla zdrowia. Przede wszystkim dieta kopenhaska dostarcza zbyt małą ilość kalorii w stosunku do tej, jaka jest potrzebna do prawidłowej pracy organizmu. W związku z tym może dojść do pogorszenia samopoczucia, a nawet omdleń. Dieta ta ze względu na szybkie tempo zrzucanych kilogramów często kończy się tylko chwilową utratę wagi, a po powrocie do normalnego jedzenia następuje szybki powrót do wcześniejszej sylwetki. Może ona być również przyczyną zakwaszenia organizmu. Ponadto jej monotonny charakter może spowodować niedobory witamin i składników odżywczych niezbędnych do prawidłowego funkcjonowania organizmu. Dodatkowo szybka utrata masy ciała w krótkim czasie może powodować inne przykre dolegliwości, jak np. pogorszenie się kondycji włosów i paznokci, osłabienie, nadmierną drażliwość oraz ból głowy. Taki 13-dniowy model żywnościowy może również skutkować anemią, spowolnić procesy metaboliczne oraz zaburzyć prawidłowe funkcjonowanie układu hormonalnego. Wiele osób może odczuwać również gorsze samopoczucie psychiczne i problemy z koncentracją. W dodatku połączenie produktów białkowych z błonnikiem często skutkuje także zaparciami. Na taką dietę powinny decydować się tylko osoby dorosłe o bardzo dobrym stanie zdrowia. Nie powinny po nią sięgać kobiety spodziewające się dziecka, karmiące matki, dzieci, seniorzy oraz osoby zmagające się z różnymi schorzeniami.